# Dolgozó méh

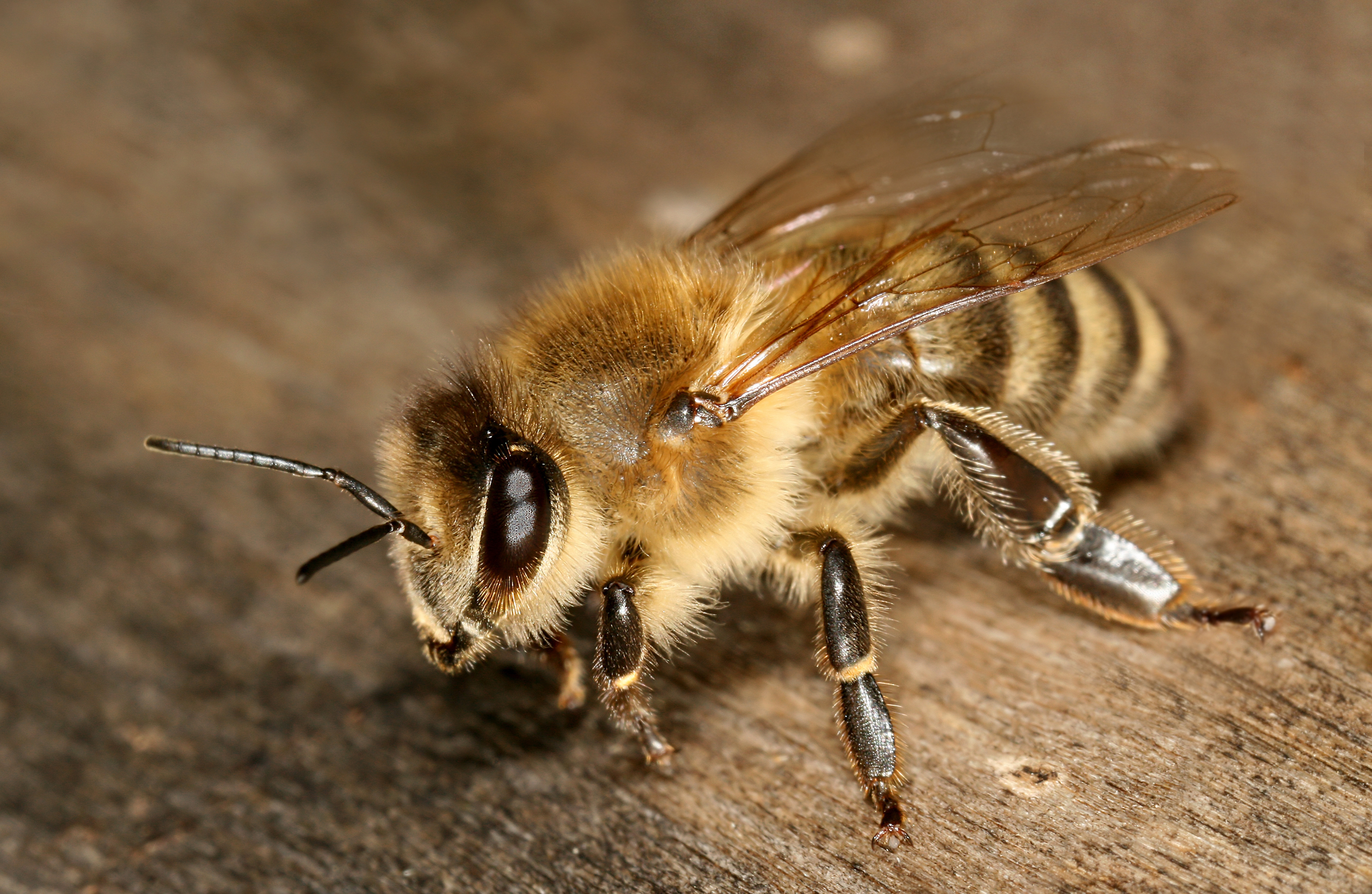
Krajnai méh dolgozó

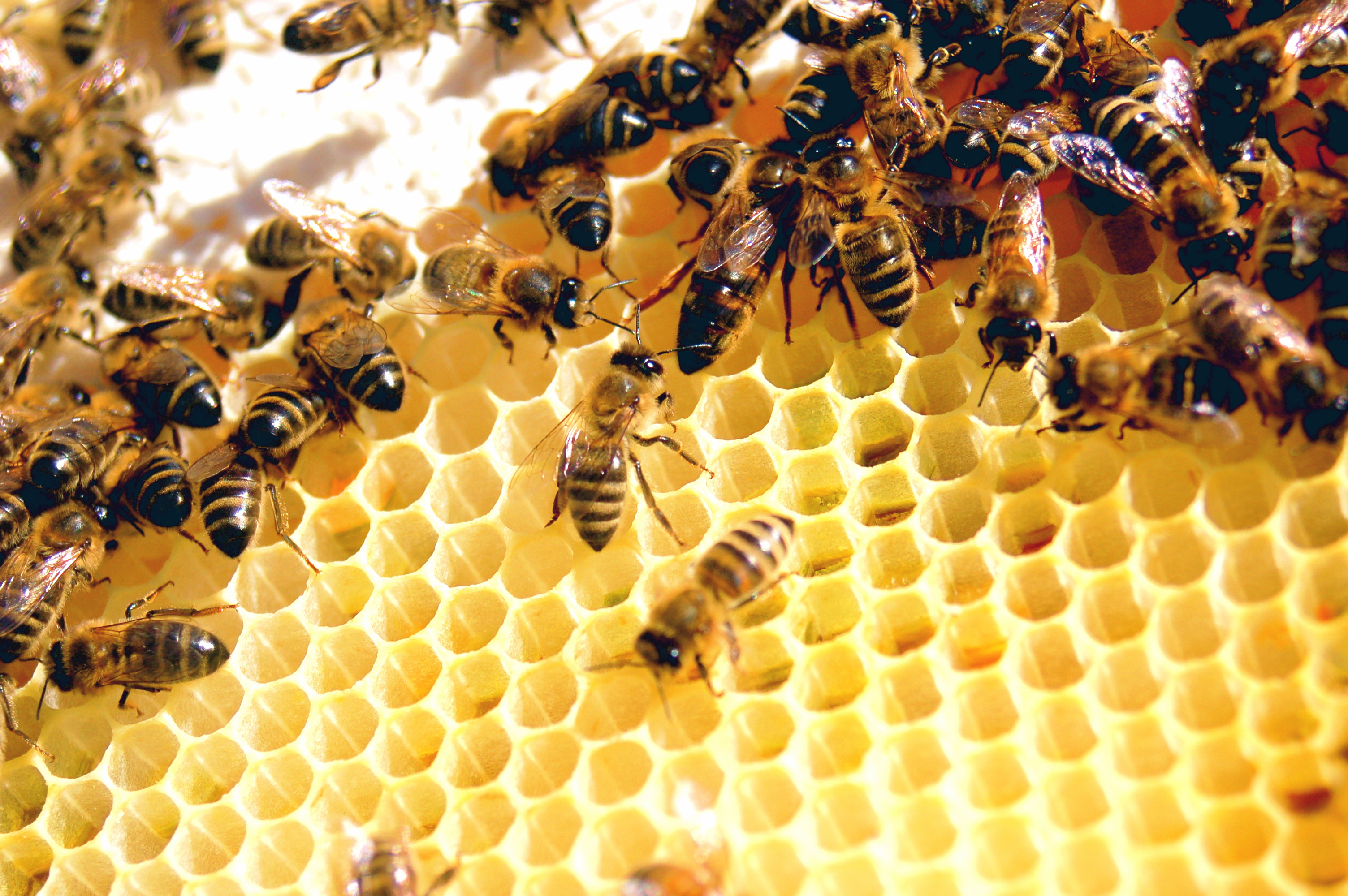
Dolgozó méhek anyjukkal

A társas méhfajok családjaiban a dolgozók (vagy munkások) terméketlen nőstények, akik a fészek körüli munkákat végzik, gondozzák az utódokat, gyűjtenek (nektár, virágpor), méhészeti termékeket (méz, viasz, méhkenyér, propolisz, méhpempő) állítanak elő, és védik a családot. Ők adják a család népességének fő tömegét. Létszámuk évszakfüggő; télen 10 ezren, szezonban 40 ezren, rajzás előtt akár 80 ezren is lehetnek. Várható élettartamuk nyáron 44-46 nap, télen 6 hónap. A várható élettartam részben fajtafüggő; a krajnai méh dolgozói a hosszabb életűek közé tartoznak.
A munkát alapvetően életkor alapján osztják meg, de ez nem merev, a határok eltolódhatnak. Például a nozémás méhek hamar gyűjtőméhek lesznek, mert rossz dajkák és a viasztermelést is erősen akadályozza a betegség.
Hátsó lábán virágporgyűjtő kosárka és kefe található; itt a szőrzete úgy fejlődik, hogy rátapadjon és megmaradjon rajta a virágpor. A viaszt a hasi viaszmirigy, a méhpempőt a garatmirigy termeli. Petefészke fejletlen, csak kivételesen szaporodik. Mivel a házi méh dolgozója párzásra alkalmatlan, ezért ilyenkor csak herét tud szaporítani. Az álanyás herék kicsik, spermájuk minősége jó, de kevés. A legtöbb méhfaj a házi méhre hasonlít, de vannak méhfajok, amelyek dolgozói pározhatnak, és petéjükből új anyát is tudnak nevelni.

## Életciklus

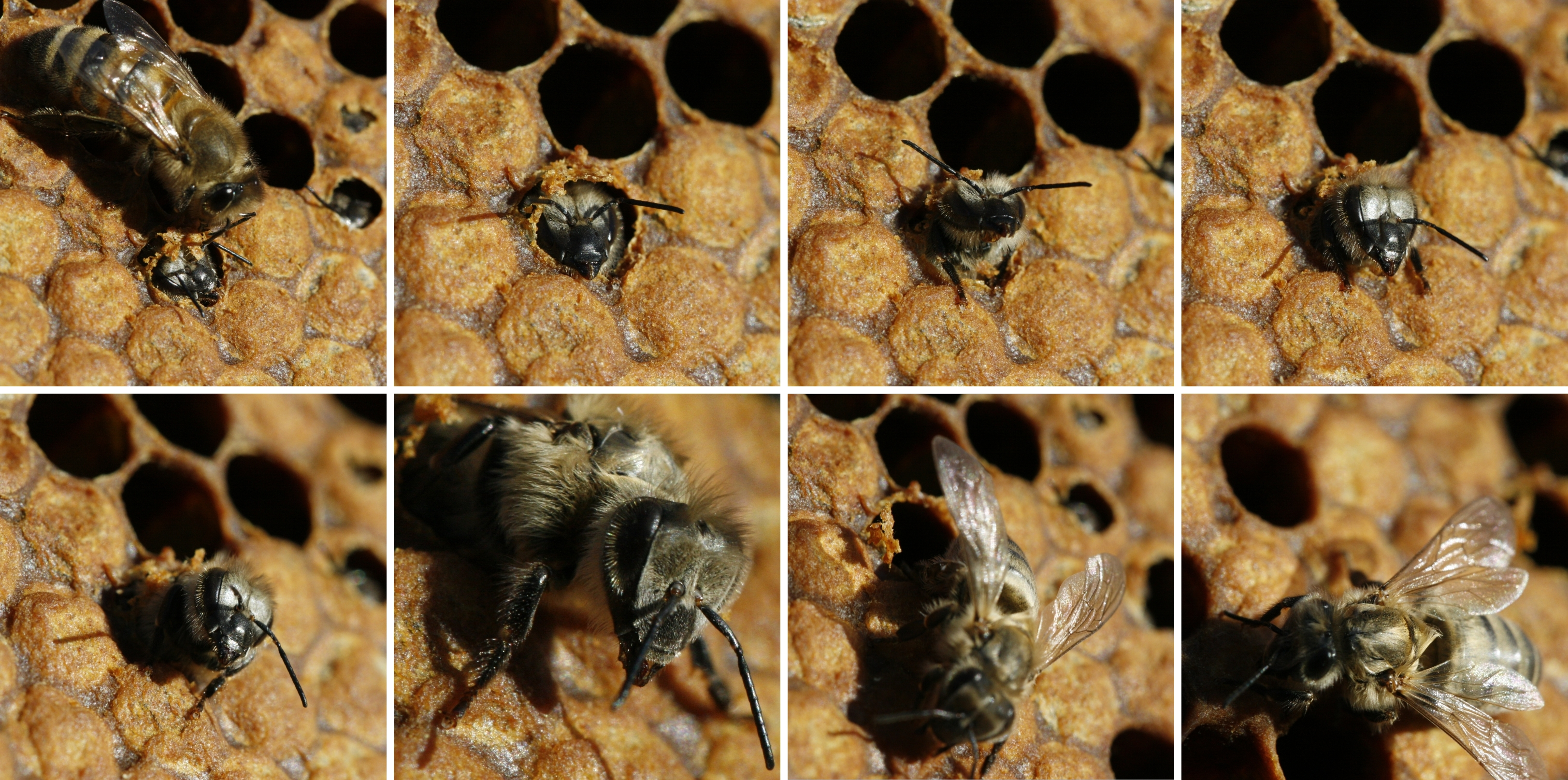
Kikelő északi méh

Életét minden méh peteként kezdi, amit az anya egy viaszsejt mélyére helyez. A további számadatok a házi méh legtöbb fajtájára igazak. Vannak méhfajok és fajták, amelyeknél ezek a számok eltérőek, de a fejlődés menete ezeknél is hasonló.
Három nap múlva a pete kikel. A méhek lárváját álcának nevezik. Az álcákat a dajkák az első három nap méhpempővel etetik. Ezután a dolgozóálcák mézet és virágport kapnak három napig. Ekkor bebábozódnak, és az építők lezárják a sejtet, amit 12 nap múlva a kikelő fiatal dolgozó nyit fel. A fejlődés felgyorsul, ha a fiasítás hőmérséklete egy kicsit magasabb; és lelassul, ha egy kicsit hűvösebb. A nagyobb hőmérsékleti eltérés a fiasítás pusztulását okozza. Ha túl meleg van, akkor a szárnyukkal legyeznek, és vizet párologtatnak; ha túl hideg, akkor a család összehúzódik a fiasításon, és remegéssel hőt termel.
Habár a legtöbb fajnál nem tudnak szaporodni, anatómiailag és genetikailag nősténynek tekintendők. Genetikailag akár anya is lehetne, és álanyává is válhat. A nőivarú ivadék kasztja attól függ, hogy milyen táplálékot kap az álca álcakorának harmadik napja után. Fullánkja módosult tojócső.
Az álanya méretre és kinézetre nem különíthető el a többi dolgozótól. Mivel felhizlalták, ezért nem tud repülni. A család maradékának kiszórása után az álanyák nem tudnak visszaszállni, de a többi dolgozó igen. Ezután lehet anyásítani.

## Munkamegosztás

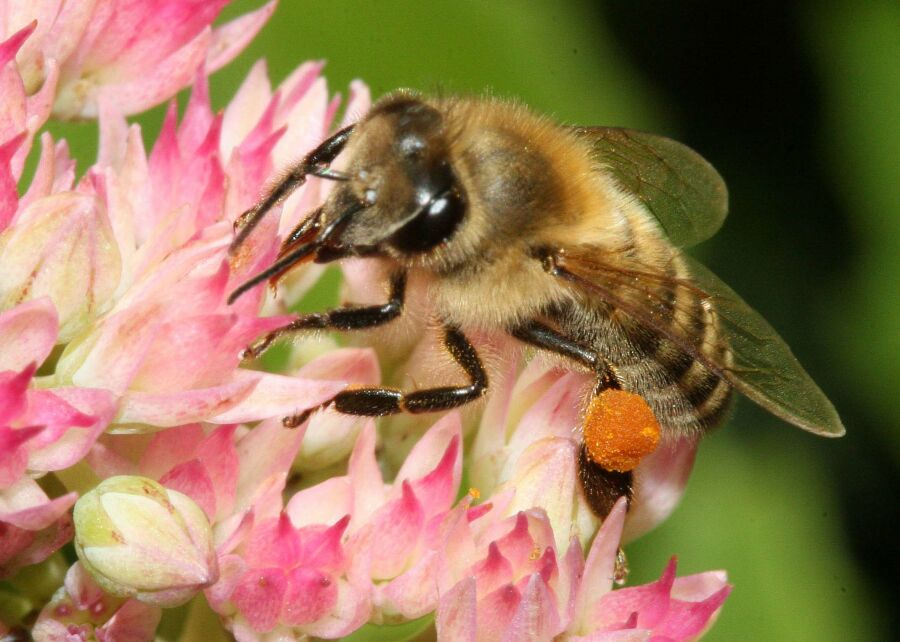
Virágport gyűjtő krajnai méh egy Hylotelephium virágzaton

Az alábbiakban a számadatok a házi méh egy normál kormegoszlású családjára vonatkoznak. Szükség esetén mind a fiatalok, mind az öregebbek át tudnak térni más munkákra. A többi családos méhfaj munkasorrendje hasonló.
- 1-2 napos: sejtek tisztogatása
- 3-5 napos: idősebb álcák etetése
- 6-10 napos: méhpempő termelése, fiatal álcák etetése
- 10-13 napos: méhpempő termelése, anya és anyaálcák etetése

A dajkaméhek mindig több, de egyidős álcát etetnek.
- 10-18 napos: viasztermelés, építés, herék etetése, mézkészítés, virágpor elraktározása, kaptár takarítása, szellőztetés, első tájoló repülés
- 18-22 napos: a kaptárbejáró őrzése, virágpor, nektár átvétele, alkalmi belső munkák, tájolás
- 22-26 napos: virágpor gyűjtése, víz, virágpor, gyanta felderítése, mézkészítés
- 26-36 napos: nektárgyűjtés, alkalmi belső munkák
- 36-44 napos: vízhordás, szellőztetés, rendezkedés; őr, katona és hóhér

## Fullánk

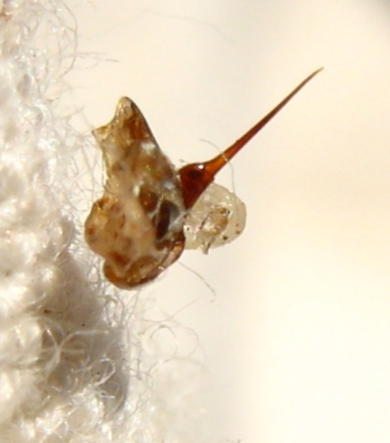
Északi méh fullánkja

A fullánk egy összetett szerv, amit a dolgozó fegyverként használ. A házi méh dolgozója csak kitinpáncélból tudja visszahúzni, elasztikus bőrből nem a rajta levő horgok miatt. Így az beletörik a madár vagy az emlős bőrébe, és a méh belepusztul a veszteségbe, mivel vérnyirka nem tud megalvadni, és elvérzik.
Vannak fullánktalan méhek is, amelyek Európán és az Antarktiszon kívül minden kontinensen honosak. Ezek a fajok rágójukkal védekeznek, és a herék is harapnak.

## Rajzás
Rajzáskor és vándorláskor, ha nincs elegendő fiatal méh, akkor az idősebbeknek kell újraindítaniuk viaszmirigyük működését, mivel a legsürgősebb feladat az új otthon felépítése. A viasztermelés nehezebb, és hatszor annyi energiába kerül, mint a mézkészítés. Az új rajnak a méhészek rendszerint műlépet adnak be, és cukorsziruppal etetik, így hamarabb ki tudják építeni új otthonukat. Ha már elegendő helye van a családnak, akkor már nem kell annyit építenie, és a szirupból mézet készít. 

## Fordítás
Ez a szócikk részben vagy egészben  a   Worker bee című angol Wikipédia-szócikk fordításán alapul.  Az eredeti cikk szerkesztőit annak laptörténete sorolja fel. Ez a jelzés csupán a megfogalmazás eredetét és a szerzői jogokat jelzi, nem szolgál a cikkben szereplő információk forrásmegjelöléseként.